# Pawel Nikolajewitsch Podkolsin
Pawel Nikolajewitsch Podkolsin (russisch Павел Николаевич Подкользин; engl. Transliteration: Pavel Podkolzin; * 15. Januar 1985 in Nowosibirsk, Sowjetunion) ist ein ehemaliger russischer Basketballspieler. Der 2,26 Meter große Center war zwei Jahre in der nordamerikanischen NBA aktiv, anschließend spielte er in Russland.

## Vereinskarriere
Podkolsin startete seine Karriere beim russischen Zweitligisten Sibirtelecom Lokomotiv Novosibirsk. Im Dezember 2001 wechselte er zum italienischen Traditionsklub Pallacanestro Varese, wo er zwei Jahre aktiv war.
Im Vorfeld des NBA-Drafts 2004 galt Podkolsin aufgrund seiner Größe und seiner Stärke in der Verteidigung als potentieller Kandidat für eine hohe Draftplatzierung. Beim anschließenden Draft wurde er jedoch zunächst von den Utah Jazz an 21. Stelle ausgewählt und direkt an die Dallas Mavericks weitertransferiert. Er wurde direkt von den Mavericks unter Vertrag genommen. In zwei Saisons konnte Podkolsin die hohen Erwartungen nie erfüllen und absolvierte in dieser Zeit nur sechs NBA-Spiele. Zwischenzeitlich wurde er in die Entwicklungsliga D-League abgestellt, wo er nur 11 Spielen für die Fort Wayne Flyers zum Einsatz kam.
Nachdem er im August 2006 von den Mavericks entlassen worden war, wechselte er zunächst zum russischen Spitzenklub BK Chimki. Danach kehrte er zu seinem Heimatverein Sibirtelecom Lokomotiv Novosibirsk zurück.